# Capodacqua (Foligno)
Capodacqua is een plaats (frazione) in de Italiaanse gemeente Foligno.